# 后桑峪天主堂
后桑峪天主堂，全名天主教北京教区后桑峪耶稣圣心堂，位于北京市门头沟区斋堂镇后桑峪村，隶属天主教北京教区。

## 简介
后桑峪村是北京教区有名的教友村。据说元朝便有法国传教士来大都的西部山区行医传教，利用一家民房作为祈祷所。到元朝元统二年（1334年），后桑峪村的教友已达到50多户共100多人。李神父乃修建小教堂二间，那时教堂门前有一对石狮（雌雄各一只），其中雌狮的身上刻着“镇宅吉利，怀林德义”的字样。（1987年，门头沟区文物局在后桑峪教堂原址搜集到这对中的一只残破石狮。石狮现存门头沟区文物局。）明朝嘉靖十年（1531年），教友发展到60多户共200多人，乃将小教堂拆除，在小教堂原址建起一座长16.6米、宽10米的大教堂，共五间，正好可容纳200多人，建筑形制为中国传统寺庙风格。教堂门上的横匾内刻有“万有真源”四个字，落款为“嘉靖十年修建”。该匾已在抗日战争中被侵华日军烧毁。清朝光绪二十一年（1896年），乃将教堂扩建为长30米、宽10米，共九间，为法国风格建筑，青砖雕砌，教堂上部门窗均为尖锥形。教堂内东部是祭台，西部是音乐楼，顶部为穹隆顶。教堂大门内的屏风上有块匾，书有“博爱为怀”四个大字，落款为“光绪二十一年重新修”。当时已经有两位神父常驻在此传教，一位是姓白的法国神父，一位是姓夏的比利时神父。当时后桑峪村的教友已发展到70多户共300多人，周围的村庄如大山桥（张家铺）、黄塔、下清水、马栏、西斋堂、黄岭西、军响台的教友也有200多人。每到瞻礼日，这些教友都来后桑峪天主堂过节。
抗日战争时期 ，因为后桑峪村的全体天主教徒积极参加抗日，教堂被侵华日军烧毁。1937年7月卢沟桥事变后，卫立煌率国民革命军在宛平县髽髻山抗击侵华日军的进攻时曾来过教堂（当时后桑峪村隶属宛平县管辖），将指挥部设于教堂内。1938年，宛平县成立抗日民主政权，贯彻中国共产党的抗日民族统一战线政策，团结宗教界人士抗日。后桑峪天主堂的赵义堂神父被中国共产党及群众选为宛平县抗日政府的县议员，兼任救济总会负责人。宛平县的领导魏国元、焦若愚常来教堂同赵神父商议抗日工作，八路军将领萧克、杨成武、邓华等人也都来过这里。1938年10月，后桑峪天主教民到晋察冀边区开办了一家兵工厂，当时是因为抗日前线缺少武器，萧克司令员来后桑峪村动员，凡是会铸犁铧的人都参军到苇子水村新建的兵工厂铸造手榴弹、地雷。后桑峪村成了中国共产党领导的平西抗日根据地的一个堡垒。许多青年天主教教友参加了抗日活动，其中不少人直接加入了八路军，有的教友还晋升为八路军排长、营长。在宛平县人民八年抗战为国牺牲烈士纪念碑上，便刻有三位教友的名字。其中碑上排列在第一名的便是教友杨广禄 ，牺牲时任营长。另外两位牺牲的教友是连长杨巨恩，以及教堂内的先生杨广林。1939年10月，日军进攻时，赵义堂神父将自己手中的一些抗日文件及图书叫杨广林先生保存起来，杨广林先生将之藏在圣母像的夹层及音乐楼上，结果被日军发现，杨广林先生当场被日军刺死，教堂也被日军烧毁。
1947年土地改革运动中，因为天主堂在抗日战争前就有自养的土地和山林，在极左思潮支配下，贫农团给赵义堂神父定成地主成份并开大会批斗。有个积极分子说赵义堂神父不老实要吊起来打，一个名叫二利的八路军军属（教外人士）站起来说：“不能打赵神父，神父是好人！我们家只要在揭不开锅饿的没办法时都要去找神父，他可接济了我们了。得到神父接济的也不只我们一家吧，那时外村来的讨饭花子不是都奔天主堂了吗？”二利说完后，很多人也说：“不能打神父！神父是好人！”于是这才将吊神父的绳子解下来。1948年“土改复查纠偏”中，纠正了左的错误，给赵义堂神父定为“民主人士”成份。1949年北平和平解放后，赵义堂神父由教友们护送，用毛驴送回西什库天主堂（北堂）养老，1967年在宣武门天主堂（南堂）逝世。
文化大革命期间，教堂被毁。中共十一届三中全会后，随着国家宗教政策的恢复，后桑峪的教友又开始了宗教生活，但因村内的教堂已毁，所以都是在教友家中或北京城内的教堂活动。1983年，北京市天主教“两会”副主席石玉昆到门头沟区后桑峪下会，促进了门头沟天主教的宗教活动正常化。为了使信教群众早日过上正常的宗教生活，门头沟区人民政府有关部门多次协商改扩建教堂事宜。在门头沟区人民政府支持下，1987年落实宗教政策，1988年在后桑峪天主堂遗址上新建了一座建筑面积247平方米的哥特式教堂，1988年8月31日北京教区傅铁山主教祝圣并开堂使用。石玉昆神父、石惠文神父先后主持教务。1993年12月21日，冯国新神父任后桑峪第一位常住本堂司铎。1995年，全国人大常委会委员、北京教区主教傅铁山为了支援山区建设，捐款解决了桑峪村的吃水问题 ，并且在斋堂“平西抗日烈士纪念碑”下参加了纪念抗日战争和世界反法西斯战争胜利50周年活动，宣传了“爱国爱教”的道理，同时为重修“平西抗日烈士纪念碑”捐款1万元人民币。1996年5月，第二位常住本堂司铎宋占军就任。1997年，宋占军神父带领教友修缮圣堂，并修建了高21米的钟楼。1999年，在门头沟区宗教办公室的支持下，由北京南堂赞助227德国马克（折合人民币8927元），在前桑峪村口建起了设备齐全的村民医疗室。2015年，本堂宋占平神父邀请张光尧到后桑峪天主堂组建了管乐队。
后桑峪村三面环山，天主堂为群山环绕。天主堂正名为“耶稣圣心堂”，是一座欧洲风格的白色哥特式教堂建筑。教堂外立面为青砖包砌，内衬石墙，高7米多，南墙开有哥特式建筑风格的尖拱落地大窗，堂顶有白色尖塔，尖顶上有十字架。教堂可容400人。教堂院内右侧有个圣母亭，亭子上部为方形，亭前有片空场，教徒可在这里祈祷。
教堂大门外，沿着水泥方砖路向上走，不远处便是尚智书院。尚智书院原名若瑟院。根据门头沟区志记载，若瑟院建于清朝光绪二十六年（1900年），常驻有院长及修女，教儿童读书识字。同期还兴建了一所男学校，本村及附近村的男孩都来这里免费学习，并收留被遗弃的儿童，教师均由神父请来。后来因为各种原因，若瑟院被毁。1994年重建，1996年更名为尚智书院。2008年时，尚智书院正由后桑峪堂区张芝茂神父负责，并由北京教区修女会的两位修女负责日常管理。

## 露德圣母山
后桑峪露德圣母山依圣堂后面的山脊而建。在后桑峪教会史的记载中，有数次圣母显现的传说。为纪念圣母，1902年初，后桑峪的神长教友第一次建造了后桑峪露德圣母山，后来移山重建，并且搭建了祭台。这里成为北京教区内著名的朝圣地。
相传在清朝末年义和团运动时，慈禧太后命义和团清除洋教，凡信洋教的人都要杀。当时北京门头沟清水镇的张家铺天主堂男女老少全被义和团杀害，尸体被扔到山下，历史文献记载这些尸骨现在埋在张家铺教堂的祭台下面。在义和团血洗张家铺之后，下个目标便是距离张家铺不远的桑峪村天主堂。当时桑峪村全村信天主教，当时天主教堂里的菲律宾神父很着急，据说一夜急白了头发。门头沟县58个村联合起来共一千多人组成义和团，扬言踏平桑峪村天主堂。桑峪村教友中的青壮年男子全都上了桑峪村的寨墙，堵住寨门，准备决一死战。老人、妇女、儿童都进入教堂躲避，在洋神父的率领下连续跪拜祈祷三天三夜。在第四天清晨，就是义 和团计划踏平教堂的当天，义和团突然撤退。此后，一个传说在桑峪村当地人中传开，说是义和团在第三天夜里看到桑峪村后山上有道白光，有位白衣女菩萨率领无数白盔白甲骑白马的武士护住了桑峪村，那天正是圣母升天日，于是圣母显灵的说法便传开了，更多的人由此信仰天主教。全村人为纪念该事件，开始在教堂后面的山上兴建圣母象，并在山路上修了耶稣十四苦路，圣母山及圣母显灵的传说从此流传。
后桑峪露德圣母山始建于1902年初，是为感谢和纪念圣母恩典及显圣而建。抗日战争期间，后桑峪村民利用天主教堂及圣母山的掩护，为中国共产党传递情报和文件。但因汉奸出卖，日军发现了这个据点，将教堂和圣母山都烧毁了。这是圣母山首次遭到毁坏。
1989年，在门头沟区人民政府及民政部门的支持下，石惠文神父主持修建露德圣母山和教堂。1993年4月，经北京市宗教局批准，石惠文神父带领教友开始修复圣母山。修复圣母山时，因交通不便及自然条件艰苦，所以全部建筑材料都靠人扛上山。石惠文神父和教友们克服困难，很快使圣母山竣工，同年7月祝圣圣母山。1994年3月，在冯国新神父带领下，教友们又修建了登上圣母山的道路，并在路旁种植了树木。后因来圣母山朝圣的人多而地方太小，1999年4月，宋占军神父率领教友开始依山重建圣母山，并修建了祭台、水泉，还植树。2001年，后桑峪天主堂与桑峪大队合作绿化周边荒山秃岭，开展植树造林、兴修水利、改善环境工作。圣母山已成为北京教 区的重要朝圣地，每年来露德圣母山朝圣的教友很多，尤其是圣母月、玫瑰月时来朝圣的教友更多，其中也有外 国朝圣者，例如法国普拉多修会会长。

## 主任司铎
……
- 高保禄神父（？—1929年）[10]
- 赵义堂（赵维银）神父（1929年—1949年）[10][11]

……
- 石玉昆神父（？—？）
- 石惠文神父（？—1993年）
- 冯国新神父（1993年12月21日—1996年5月）[3][12]
- 宋占军神父（1996年5月—？）
- 张芝茂神父（？—2011年2月）
- 贺斌神父（2011年2月—2014年）
- 宋占平神父（2014年—）[13]